# José Rodríguez Ballesteros
José Rodríguez de Ballesteros y Taforeant (Madrid, España; 1775 - Santiago, Chile, 29 de abril de 1851) fue un militar español que sirvió en el Ejército Real durante la guerra de Independencia de Chile, y que destacó durante la época de la Conquista de Chiloé. 

## Biografía

### Familia
Nació en Madrid, España, en el año 1775, siendo hijo del jurista español Juan Rodríguez Ballesteros y de la italiana María Antonia Taforeant. Llegó a Chile en 1786 junto a su familia, luego que su padre fuese nombrado oidor de la Real Audiencia de Santiago. 
En Chile contrajo matrimonio con Mercedes Riesco, y posteriormente con Dolores Ballesteros. Entre sus nietos se cuentan los políticos liberales Manuel Ballesteros Ríos y José Ramón Ballesteros Ríos.

### Carrera militar
El 4 de septiembre de 1787 ingresa como cadete en el Regimiento del Príncipe de las milicias de la provincia de Santiago, y posteriormente sigue su carrera en el Cuerpo de Dragones de la Frontera de Concepción. Posteriormente se traslada a Lima, donde gracias a sus méritos, en 1808 es incorporado en la expedición de las Galápagos a bordo de la fragata Atlántica. A su regreso es enviado a Guayaquil a participar en la represión de las primeras actividades independentistas, antes de volver a Santiago de Chile a mediados de 1809. A partir de 1810 es destinado a la provincia de Chiloé, llegando a sargento mayor hacia el año 1813.
En el año 1813 se le incorpora a las tropas realistas que, bajo el mando de Antonio Pareja, inician la expedición de reconquista de Chile desde Chiloé y Valdivia. En esta campaña participa liderando al Batallón Voluntarios de Castro durante su actividad en la zona central de Chile, y posteriormente en la campaña del Alto Perú. En 1816, por razones no del todo conocidas, es relevado de su cargo y enviado de vuelta a Chile, donde se reincorpora a la defensa realista de la provincia de Chiloé, que a partir de marzo de 1817 estará bajo el mando del gobernador Antonio de Quintanilla. Durante el periodo de la Conquista de Chiloé destacó por su acción en la Batalla de Mocopulli (1824), donde logró impedir el avance del Ejército de Chile, y retrasar la incorporación de Chiloé a Chile hasta enero de 1826. Con la desaparición del Ejército Real se desliga de la actividad militar 

Luego de la incorporación de Chiloé a Chile en 1826, y al no contar con los recursos económicos para volver a su país, se traslada a Santiago, donde solicita sin éxito una pensión de retiro a las autoridades españolas. Finalmente fallece en esta ciudad el 29 de abril de 1851. Sobre esta pérdida, Guillermo Feliú Cruz narraría:
"El 29 de Abril de 1851 moría en Santiago, y sus restos eran llevados al Cementerio General en un coche fúnebre de tercera clase. ¡Inverosímil destino de un soldado del Rey de España, a quien consagró su vida entera!"

### Revistas de las guerras de independencia
En 1838, luego de cuatro años de trabajo, finaliza la redacción del libro "Revista de la Guerra de la Independencia de Chile". En esta obra repasa la historia de la independencia de Chile desde 1812 hasta 1826 a partir de sus memorias como participante activo de este periodo. Junto a este relato elabora una cuidada descripción geográfica de Chile. Posteriormente escribió una segunda obra que lleva por nombre "Historia de la Revolución y Guerra de la Independencia del Perú", que sigue el esquema de su primer trabajo y se enfoca en el proceso independentista del Perú.